# Радіаційний опік
Променевий опік також радіаційний опік — це пошкодження шкіри або інших біологічних тканин і органів внаслідок дії радіації. Найбільше занепокоєння викликають теплове випромінювання, радіочастотна енергія, ультрафіолетове світло та іонізуюче випромінювання.
Найпоширенішим видом променевого опіку є сонячний опік, викликаний УФ-випромінюванням. Сильний вплив рентгенівського випромінювання під час діагностичної медичної візуалізації або променевої терапії також може призвести до променевих опіків. Оскільки іонізуюче випромінювання взаємодіє з клітинами всередині тіла, пошкоджуючи їх, тіло реагує на це пошкодження, що зазвичай призводить до еритеми, тобто почервоніння навколо пошкодженої ділянки. Радіаційні опіки часто обговорюються в тому ж контексті, що й радіаційно-індукований рак через здатність іонізуючого випромінювання взаємодіяти з ДНК і пошкоджувати її, інколи спонукаючи клітину стати раковою. Порожнинні магнетрони можуть бути неправильно використані для створення поверхневого та внутрішнього горіння. Залежно від енергії фотона гамма-випромінювання може спричинити глибокі гамма-опіки, причому внутрішні опіки 60Co є звичайними. Бета-опіки, як правило, неглибокі, оскільки бета-частинки не здатні глибоко проникати в тіло; ці опіки можуть бути схожі на сонячні. Альфа-частинки можуть спричинити внутрішні альфа-опіки при вдиханні, а зовнішні пошкодження (за наявності) обмежуються незначною еритемою.
Радіаційні опіки також можуть виникнути під час використання потужних радіопередавачів на будь-якій частоті, де тіло поглинає радіочастотну енергію та перетворює її на тепло. Федеральна комісія зі зв’язку США (FCC) вважає 50 Вт найнижчою потужністю, при перевищенні якої радіостанції повинні оцінювати безпечність випромінювання. Частоти, які вважаються особливо небезпечними, виникають там, де людське тіло може стати резонансним, на рівні 35 МГц, 70 МГц, 80-100 МГц, 400 МГц і 1 ГГц. Вплив мікрохвиль надто високої інтенсивності може спричинити мікрохвильові опіки.

## Типи
Радіаційний дерматит (також відомий як радіодерматит) - це захворювання шкіри, пов'язане з тривалим впливом іонізуючого випромінювання.:131–2Радіаційний дерматит певною мірою виникає у більшості пацієнтів, які отримують променеву терапію з хіміотерапією або без неї.
Існує три типи радіодерматиту: гострий радіодерматит, хронічний радіодерматит і еозинофільний, поліморфний і сверблячий висип, пов’язаний з променевою терапією:39–40. Променева терапія також може спричинити променевий рак.:40

### Гострий
Гострий радіодерматит виникає, коли на шкіру потрапляє «еритемна доза» іонізуючого випромінювання, після чого протягом 24 годин з’являється видима еритема.:39 Променевий дерматит зазвичай проявляється протягом кількох тижнів після початку променевої терапії.:143 Гострий радіодерматит, який проявляється у вигляді червоних плям, іноді також може проявлятися лущенням або утворенням пухирів. Еритема може виникнути при дозі 2 Гр випромінювання або більше.

### Хронічний

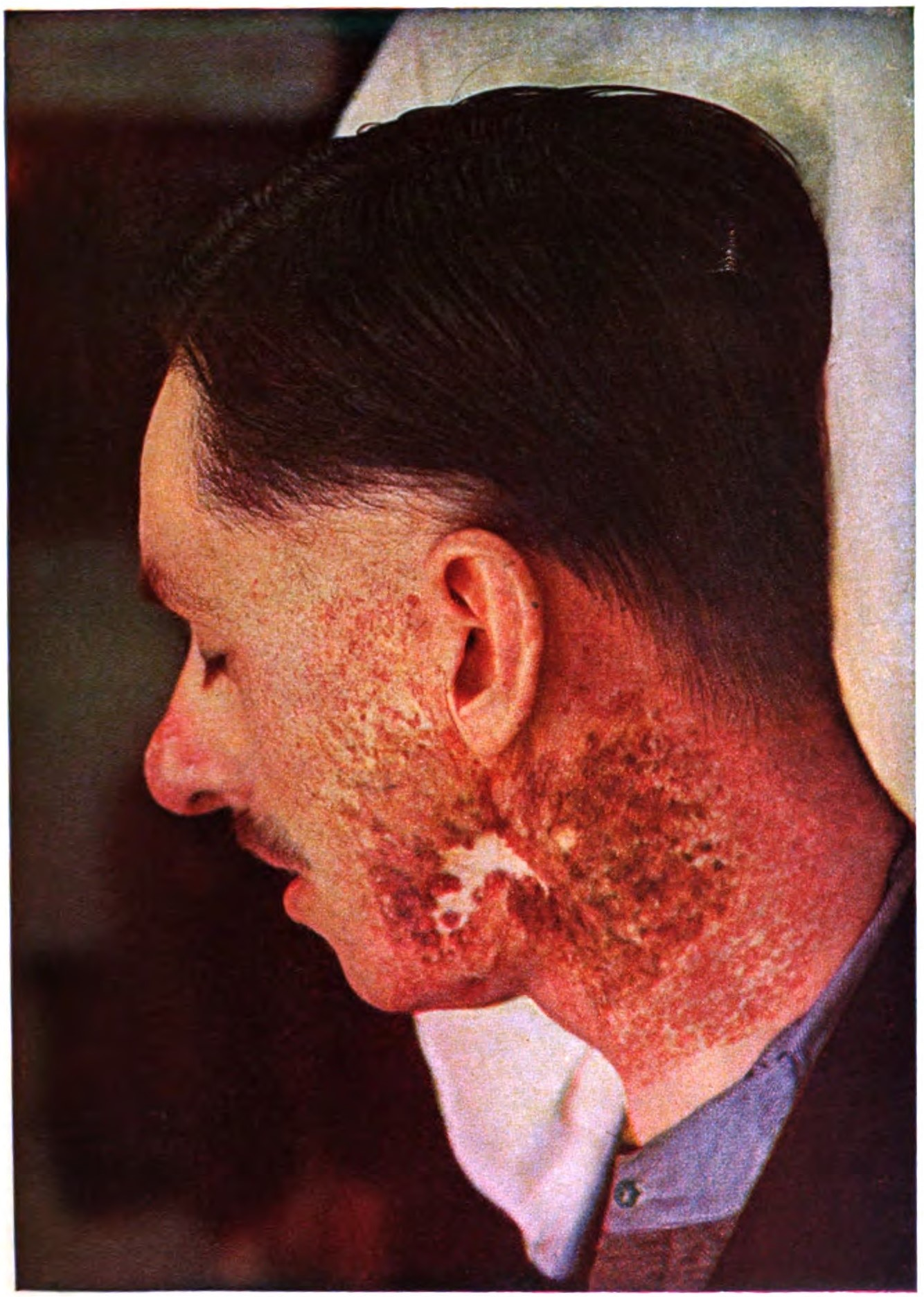
Хронічний радіодерматит на шиї та щелепі від рентгенівського опромінення

Хронічний радіодерматит виникає при хронічному впливі «субееритемних» доз іонізуючого випромінювання протягом тривалого періоду, викликаючи різні ступені пошкодження шкіри та її нижніх частин після змінного латентного періоду від кількох місяців до кількох десятиліть:40. У далекому минулому цей тип променевої реакції найчастіше виникав у рентгенологів і рентгенологів, які постійно піддавалися впливу іонізуючого випромінювання, особливо до використання рентгенівських фільтрів:40. Хронічний радіодерматит, плоскоклітинний і базальноклітинний рак можуть розвинутися від місяців до років після опромінення:130. Хронічний радіодерматит проявляється у вигляді атрофічних ущільнених бляшок, часто білястих або жовтуватих, з телеангіоектазією, іноді з гіперкератозом:130.

### Інші
Еозинофільні, поліморфні та сверблячі висипання, пов’язані з променевою терапією, — це стан шкіри, який найчастіше виникає у жінок, які отримують кобальтову променеву терапію раку внутрішніх органів:39–40.
Мультиформна еритема, спричинена радіацією, може виникнути, коли фенітоїн дають з профілактичною метою нейрохірургічним пацієнтам, які отримують терапію всього мозку та системні стероїди:130.

## Бетаопіки
«Бета опіки» — спричинені бета-частинками — це неглибокі поверхневі опіки, як правило, шкіри та рідше легенів або шлунково-кишкового тракту, спричинені бета-частинками, як правило, гарячими частинками або розчиненими радіонуклідами, які вступили в безпосередній контакт або поблизу тіла. Вони можуть виглядати схожими на сонячні опіки. На відміну від гамма-променів, бета-випромінювання значно ефективніше зупиняється матеріалами, тому вся енергія відкладається лише в неглибокому шарі тканини, спричиняючи більш інтенсивне, але більш локальне пошкодження. На клітинному рівні зміни шкіри схожі на радіодерматит.

## Лікування
Променеві опіки слід якнайшвидше накрити чистою сухою пов’язкою, щоб запобігти інфікуванню. Вологі пов’язки робити не рекомендується. Наявність комбінованого ураження (опромінення плюс травма або радіаційний опік) підвищує ймовірність генералізованого сепсису. Це вимагає призначення системної протимікробної терапії.

## Дивись також
- Променева хвороба
- Радіаційний захист
- Therac-25